# 常照院 (東京都港区芝公園)
常照院（じょうしょういん）は、東京都港区に所在する浄土宗の寺院である。

## 概要
本院は周公上人により創建された。但し、創建年は不詳である。また、創建当初は江戸の芝浦に在ったとされ、増上寺が徳川家康により現在の場所に移設された時に子院に列せられた山内寺院である。歴代住職は増上寺の宗務担当を命ぜられた。また肥前藩（鍋島家）の宿坊であったという。

### 本尊・本堂について
本尊たる『一光三尊阿弥陀如来』は、芝浦の漁師が釣り中に引き上げた網の中に入っていたと伝わり、周公上人がこの一光三尊阿弥陀如来像を常照院に遷座させた。この本尊を安置している本堂内陣は『あかん堂』と呼ばれ、大正関東地震（1923年）や第二次世界大戦の際の東京大空襲（1945年5月25日）などの災害に遭遇しても焼失することなく現代に伝わる。このため、本院の本堂内陣は2001年（平成13年）11月20日、国の登録有形文化財に登録された。

## 市川宗家との繋がり
本院には江戸歌舞伎の成田屋（市川宗家）が、かつて菩提寺とし、本院境内には七世市川團十郎が寄進したと伝わる手水鉢も現存する。また初代から8代目までの市川團十郎代々の墓所が1934年（昭和9年）まで建立されていた。
九世市川團十郎時代に市川宗家は神道（神習教）に改宗し、大正関東地震による本院の墓地整理の影響などもあって、青山墓地に墓所を遷移した。
但し、その後も繋がりが切れたわけではなく、成田屋当代の十三代目市川團十郎も先祖供養のために度々訪れている。

## 文化財
- 本堂内陣 － 国の登録有形文化財

## 札所等
信州善光寺を頂点とする全国善光寺会に加盟

## 交通アクセス
- 山手線（東日本旅客鉄道）浜松町駅より徒歩7分